# Die nackte Wahrheit (Denkmal)

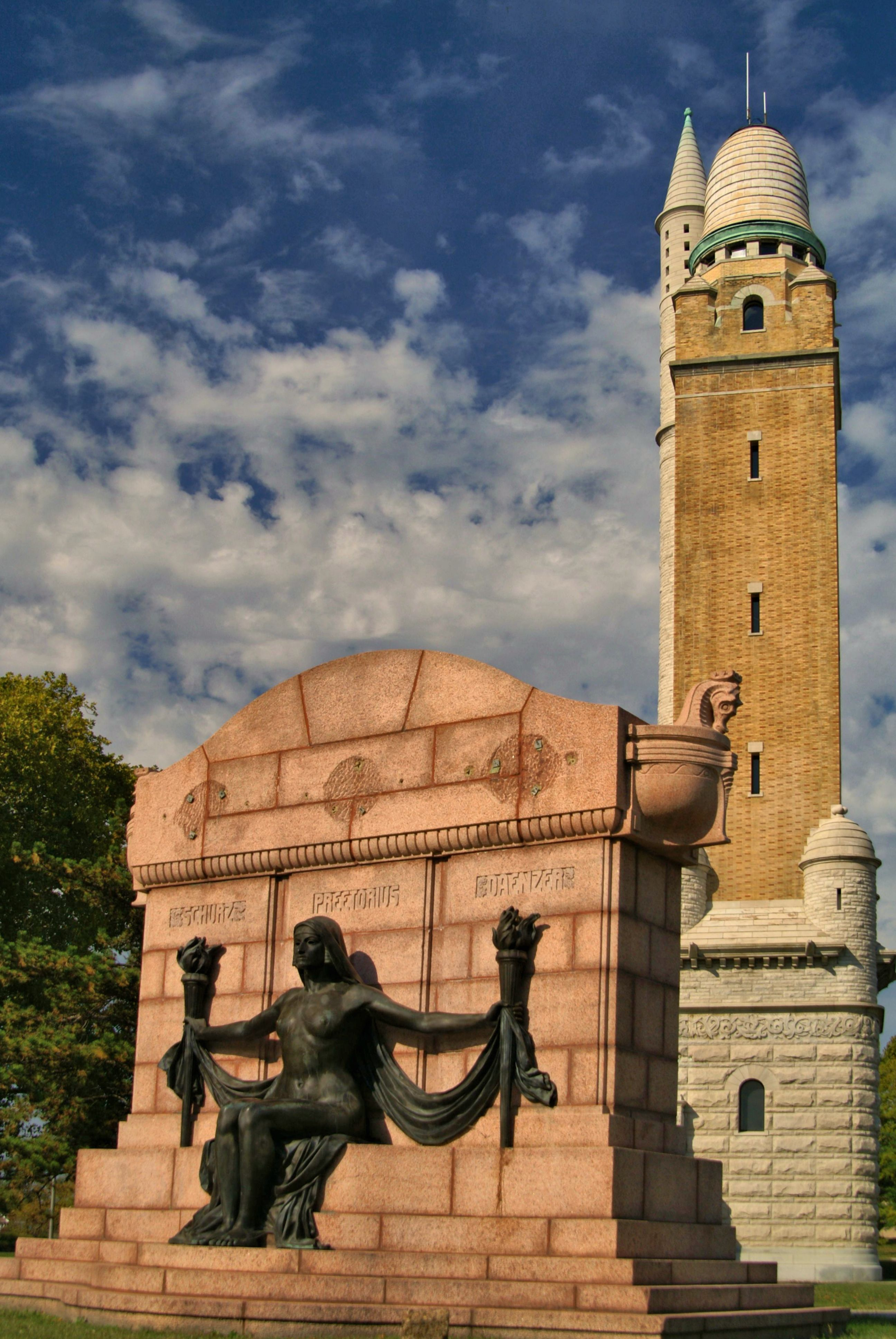
Denkmal vor der Sanierung 2013

Die Nackte Wahrheit, englisch The Naked Truth, ist ein 1914 in St. Louis errichtetes Denkmal für die drei Deutsch-Amerikaner Carl Schurz, Emil Preetorius und Carl Daenzer. Das erhaltene Denkmal ist ein Hauptwerk des Bildhauers Wilhelm Wandschneider.

## Das Denkmal
Das Monument hat eine Gesamthöhe von 5,20 m bei einer Breite von 6,50 m. Die Steinwand zeigt sich dreifach gegliedert und trägt über der Figur die eingehauenen Namen SCHURZ, PREETORIUS, DAENZER, darüber – verbunden durch ein Ornamentfries – drei symbolische bronzene Reliefs von etwa 60 cm Durchmesser: Europa auf dem Stier (interpretiert als Beauty and Culture crossing the Ocean), St. Georg (Fight against baser Instincts) und ein Pegasus (Flight of Genius). Der obere Teil trägt an den Seiten schiffsbugartig hervortretende Ansätze, wohl Anspielung auf die seinerzeit nur mit dem Schiff zu bewätigende Reise über den Atlantik. Die Rückseite trägt keinen Schmuck, dafür mittig eine Inschrift mit den Namen der Mitglieder des Denkmalkomitees, sowie links eine Widmungsinschrift in Englisch und rechts die deutsche Übertragung:

„ALS DEUTSCHAMERIKANER UND FÜHRER
 IHRER LANDSLEUTE IM ÖFFENTLICHEN
 LEBEN HATTEN SIE STETS DAS HOHE
 ZIEL VOR AUGEN, IHREM ADOPTIV=
 VATERLANDE TREU ZU DIENEN.
 UNABHÄNGIGE CHARAKTERE FÜR ALLES
 GROSSE UND SCHÖNE: BEGEISTERT
 BRACHTEN SIE DIE EDELSTEN GÜTER
 DER KULTUR GERMANIAS MIT SICH
 UND LEGTEN SIE ZUM SEGEN ALLER
 KÜNFTIGEN GESCHLECHTER IN DEN
 SCHOSS COLUMBIAS.
 IN NEIDLOSER ANERKENNUNG
 IHRE DANKBAREN MITBÜRGER.“

Für das Denkmal prägend ist die Figur der „Nackten Wahrheit“, eine in strenger Frontalität zum Betrachter sitzende nackte Frauenfigur mit kräftigem, fraulichem Körperbau; „wagnerischen“ Proportionen, wie es in einem zeitgenössischen Bericht heißt. In den seitlich ausgestreckten Händen hält die in doppelter Lebensgröße modellierte Figur entzündete Fackeln. Diese werden charakterisiert als enlightenment of Germany and the United States (das Erleuchten Deutschlands und der Vereinigten Staaten).

## Geschichte
Im Jahr 1912 bildete sich in St. Louis eine deutsch-amerikanische Denkmalinitiative, die Preetorius-Schurz-Daenzer Memorial Association. Ihr Ziel war die Errichtung eines Denkmals zu Ehren der in der Stadt bekannten und hoch verehren drei Zeitungsverleger Emil Preetorius, Carl Schurz und Carl Daenzer, die alle innerhalb weniger Monate 1905, bzw. 1906 verstorben waren. Alle drei gehörten in den USA also zu den sogenannten Forty-Eighters.
Das Denkmalkomitee lud im September 1912 sieben Künstler zu einem Wettbewerb ein, die für ihre Entwürfe die Bearbeitungszeit von sechs Monaten bekamen: der im Elsass gebürtige und damals in New York lebende Frederick Wellington Ruckstull (Friedrich Ruckstuhl), aus St. Louis Robert P. Bringhurst (1855–1925), der Ungarn-stämmige George Julian Zolnay (1863–1949), der in Dänemark geborene Victor S. Holm (1876–1935), der in Italien geborene Francesco Fabio Vittori (Frank Vittor; 1888–1968), aus Chicago der in Dresden geborene Richard Kirst (1869–1943) und schließlich Wilhelm Wandschneider, der unter diesen der einzige nicht in den USA lebende Künstler war. Er war in St. Louis bekannt als auf der dortigen Weltausstellung 1904 mit einer Goldmedaille prämierter Künstler.
Die Jury entschied sich in ihrer Abstimmung einstimmig für den Entwurf Wandschneiders. Den 2. Preis erhielt Victor S. Holm mit einer von Pilastern gerahmten Tafel mit davor lagernden symbolischen Figuren, den 3. Preis Robert P. Bringhurst mit einem dreiseitigen Tempietto (Tempelchen) mit seitlichen Nischen für Figurengruppen. Am 14. Mai 1913 bekam Wandschneider – er weilte gerade mit seiner Familie in seinem Sommerhaus am Plauer See – ein nachgesandtes Telegramm: first price – come immediately („Erster Preis – sofort kommen“). Am nächsten Tage wurden in Berlin die Reisevorbereitungen erledigt, mit dem Zug ging es nach Antwerpen, mit dem ersten Dampfer, der auslief, der Lapland (red star line) über den Atlantischen Ozean.

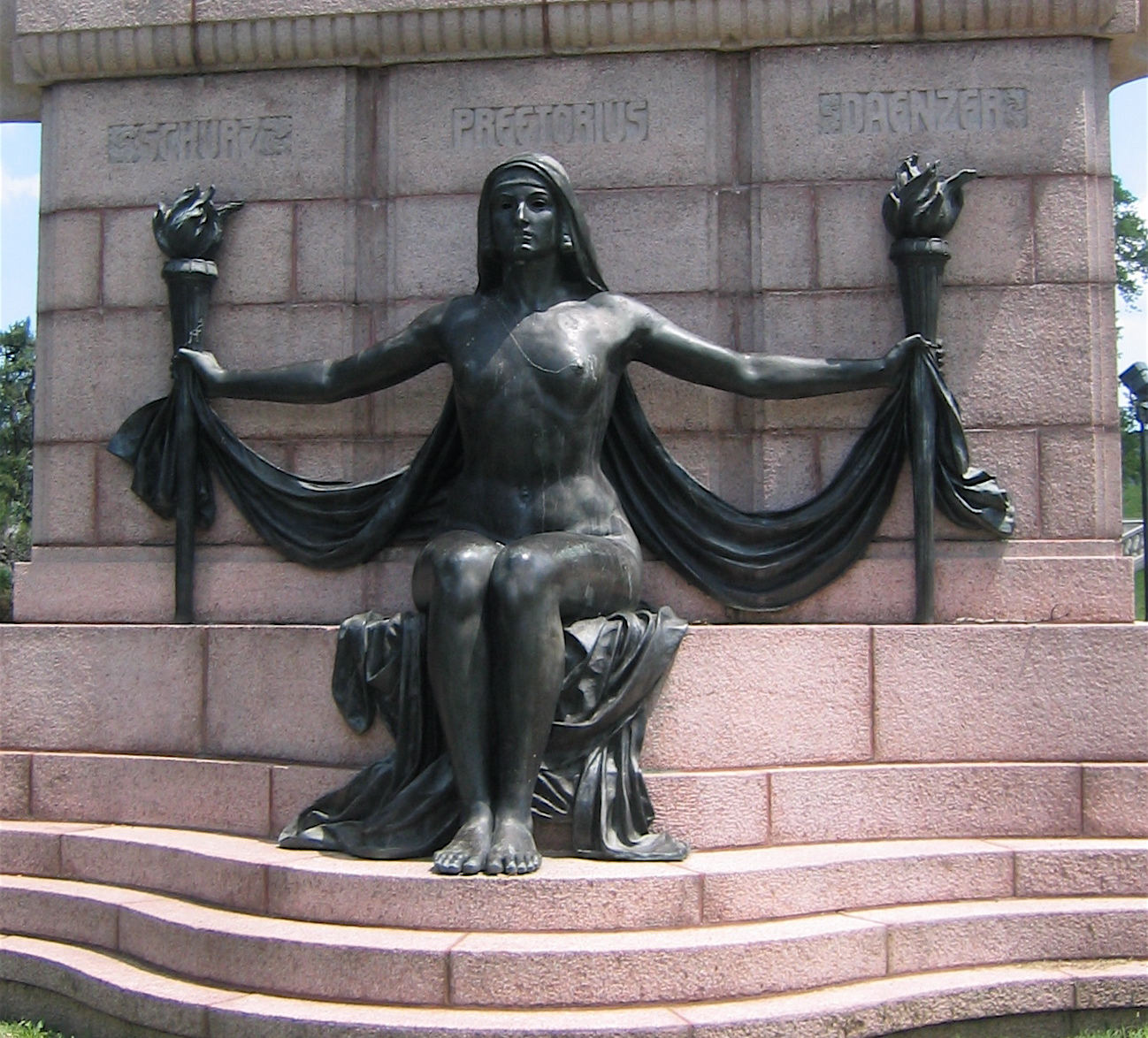
Die Nackte Wahrheit

In St. Louis hatten teils heftig ausgetragene Diskussionen eingesetzt, die sich um die öffentlichen Präsentation einer nackten Frauenfigur drehten. Der in den Vereinigten Staaten bis heute tief verwurzelte Puritanismus assoziierte die direkte Nacktheit mit tiefer Unmoral. Auch der Unternehmer und Hauptsponsor des Denkmals Adolphus Busch gehörte zu den Kritikern, ließ sich aber vom Kunstwert des Entwurfes überzeugen. Wohl nicht zuletzt aufgrund der Anwesenheit des Künstlers und seiner Frau vor Ort in St. Louis stimmte das Komitee zwei Wochen nach dessen Ankunft im Juni 1913 erneut mit 13 zu 2 Stimmen für die Auftragsvergabe an Wandschneider. Zurück in seinem Berliner Atelier machte sich dieser sogleich ans Werk. Die Zeit bis zur geplanten Enthüllung war mit einem Jahr äußerst knapp bemessen. Die Steinarbeiten in rotem Missouri-Granit übernahm nach Zeichnungen und Maßen Wandschneiders die örtlich ansässige Pickel Stone Company, den Guss der Bronzearbeiten fertigte die renommierte Gießerei Gladenbeck in Friedrichshagen bei Berlin.
Die feierliche Enthüllung des Denkmals fand am 27. Mai 1914 im Compdon Hill Reservoir-Park statt. Die Gesamtkosten betrugen 31.000 US-Dollar. 1969 musste es um wenige hundert Meter versetzt werden. Im Rahmen einer Sanierung wurden 2013 die verlorenen Reliefs erneuert.